# Aldin (typsnitt)
Aldin är ett typsnitt, uppkallat efter Aldus Manutius (cirka 1448–1515), som var en venetiansk boktryckare och utgivare av grekiska och latinska klassiker, så kallade aldiner. Själva typsnittet är nyare och används främst för titlar och rubriker.